# Resolució 1632 del Consell de Seguretat de les Nacions Unides
La Resolució 1632 del Consell de Seguretat de les Nacions Unides fou adoptada per unanimitat el 18 d'octubre de 2005. Després de recordar les resolucions anteriors sobre la situació a Costa d'Ivori, incloses les resolucions 1572 (2004), 1584 (2005) i 1609 (2005), el Consell de Seguretat va ampliar el mandat d'un grup de tres persones que vigilava el control de les armes fins al 15 de desembre 2005.

## Resolució

### Observacions
El Consell va donar la benvinguda als esforços polítics del Secretari General de les Nacions Unides, Kofi Annan, la Unió Africana i la Comunitat Econòmica dels Estats de l'Àfrica Occidental (ECOWAS) per restablir la pau i l'estabilitat a Costa d'Ivori. Va constatar que la situació al país continuava a ser una amenaça per a la pau i la seguretat internacionals a la regió.

### Actes
La resolució, en virtut del Capítol VII de la Carta de les Nacions Unides, va ampliar el mandat del grup d'experts que vigilava el flux d'armes fins al 15 de desembre de 2005 i el Secretari General adoptarà les mesures administratives necessàries per facilitar la renovació. Finalment, el grup d'experts hauria de presentar un breu informe sobre l'aplicació de les mesures imposades a la Resolució 1572 abans de l'1 de desembre de 2005.